# Парижская пушка

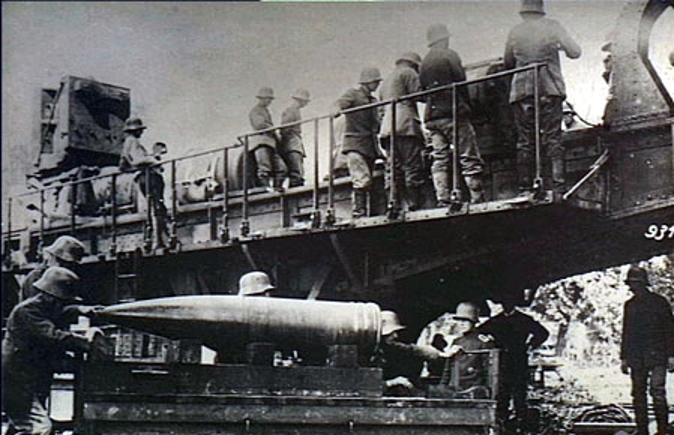
Расчёт заряжает орудие

Парижская пушка (нем. Paris-Geschütz), также известная как «Труба Кайзера Вильгельма» (нем. Kaiser-Wilhelm-Rohr) и «Колоссаль» (нем. Kolossal, не путать с одноимённым немецким танком того же периода) — сверхдальнобойное длинноствольное 210-мм орудие на поворотном лафете. При помощи этого орудия в 1918 году немецкие войска обстреливали Париж.
На вооружение Германской империи орудие поступило в марте 1918 года и использовалось лишь до августа того же года — разрушительная мощь установки была незначительной, ствол орудия приходилось часто заменять, а точности стрельбы хватало лишь для попадания снаряда в пределах города. Эффект применения орудия был скорее психологическим — обстрел из столь дальнобойного орудия сильно снижал боевой дух парижан, а наличие грандиозного по масштабам устройства воодушевляло немецкие войска.

## Описание
Детальная информация касательно особенностей конструкции и возможностей орудия отсутствует, и большая часть имеющихся данных весьма приблизительна — неизвестно даже точное количество произведённых орудием выстрелов.
Орудие было изготовлено на заводах Круппа. Ствол калибром 210 мм был 28 м в длину (то есть более 130 калибров) и оснащался дополнительным 6-метровым гладкоствольным удлинением, устанавливаемым на его выходном конце. Орудийный комплекс весил 256 тонн и был смонтирован на специально разработанной для этих целей железнодорожной платформе. Масса снаряда — около 120 кг, порохового заряда — 200 кг, дальность выстрела — 130 км, начальная скорость снаряда — около 1600 метров в секунду (М≈5), максимальная высота траектории — до 45 км. Движение снаряда в стратосфере с высокой скоростью было одним из основных факторов уникальной дальнобойности орудия, благодаря значительному уменьшению сопротивления воздуха.
Поскольку морские артиллеристы обладали бо́льшим опытом в использовании крупных орудий, управление пушкой было отдано в руки моряков. Орудийный расчёт составляли 80 моряков под командованием адмирала. Орудие было замаскировано в лесу, вокруг него были размещены несколько батарей меньшего калибра, создававших «шумовой фон» с целью дезинформировать противника и не дать ему возможность вычислить местоположение «Парижской пушки». Время полёта снаряда до цели составляло около трех минут.
Относительно тонкий ствол массой 138 т прогибался под собственной тяжестью, поэтому его поддерживала специальная тросовая система. После выстрела поперечные колебания ствола продолжались 2—3 минуты. Ресурс ствола составлял не более 65 выстрелов. Из-за высокой мощности заряда и начальной скорости снаряда каждый выстрел настолько изнашивал стенки канала ствола, что калибр орудия с каждым разом становился существенно больше. Поэтому к каждому стволу изготавливали комплект нумерованных снарядов, каждый из которых был несколько большего калибра, нежели предыдущий. Снаряды выстреливались в строгой последовательности, после израсходования комплекта производилась плановая замена ствола. Изношенные стволы рассверливали до бо́льших калибров (224 и 238 мм) и использовали снова. Давление в стволе и, соответственно, дальность выстрела при этом снижались.

## Обстрел Парижа
Первый выстрел по Парижу был совершён 23 марта 1918 года. Орудие было развёрнуто в районе Крепи, примерно в 120 км к северо-востоку от Парижа. Таинственные взрывы вызывали растерянность и панику среди парижан, так как происходили внезапно и по непонятным причинам. Возникали предположения, что это стреляют немецкие шпионы из пневматической пушки внутри Парижа. В целом же воздействие было незначительным: всего было произведено, по разным данным, 320—370 выстрелов по Парижу, убивших 250 и ранивших 620 человек. Самым заметным эпизодом летнего обстрела было прямое попадание в церковь Сен-Жерве, где в этот момент шло богослужение — погибло более 60 человек. Этому событию посвящена повесть Р. Роллана «Пьер и Люс».
После начала наступления войск Антанты в августе 1918 года орудие было вывезено в Германию, где его уничтожили во избежание захвата врагами. Небольшая часть деталей, впоследствии найденных американцами поблизости от Шато-Тьерри, породила гипотезу, что «Колоссаль» уничтожили французы в результате специальной операции. Разведка обнаружила местоположение орудия, и, в обстановке строжайшей секретности, две батареи французской тяжёлой артиллерии были выдвинуты практически на линию фронта и огневым налётом уничтожили германское орудие, чем и объясняется наличие деталей на месте его расположения.
Опыт применения данной артиллерийской системы впоследствии послужил основанием для начала работ по ракетному оружию в Германии в 1920—1930 годах. В своих технических требованиях к новому ракетному оружию немецкое военное руководство отталкивалось от опыта применения этой пушки. Было определено увеличение боевой нагрузки до 1000 кг и дальности свыше 200 км. Это в конечном счете определило технические характеристики ракеты Фау-2.